# Juan Pedro López
Juan Pedro López Pérez (ur. 31 lipca 1997 we Lebriji) – hiszpański kolarz szosowy.

## Osiągnięcia
Opracowano na podstawie:
2019
- 1. miejsce na 4. etapie Giro Ciclistico della Valle d'Aosta

2021
- 13. miejsce w Vuelta a España

2022
- 10. miejsce w Giro d’Italia
  - 1. miejsce w klasyfikacji młodzieżowej

## Rankingi
| Rok             | 2018  | 2019 | 2020 | 2021 | 2022 | 2023 | 2024 |
| --------------- | ----- | ---- | ---- | ---- | ---- | ---- | ---- |
| World Ranking   | 2277. | 833. | 975. | 544. | 179. | 609. | 250. |
| UCI Europe Tour | 1515. | 607. | 762. | 437. | 146. | -    | -    |
|                 |       |      |      |      |      |      |      |
| Źródło: UCI     |       |      |      |      |      |      |      |